# Vikingatidens skepp

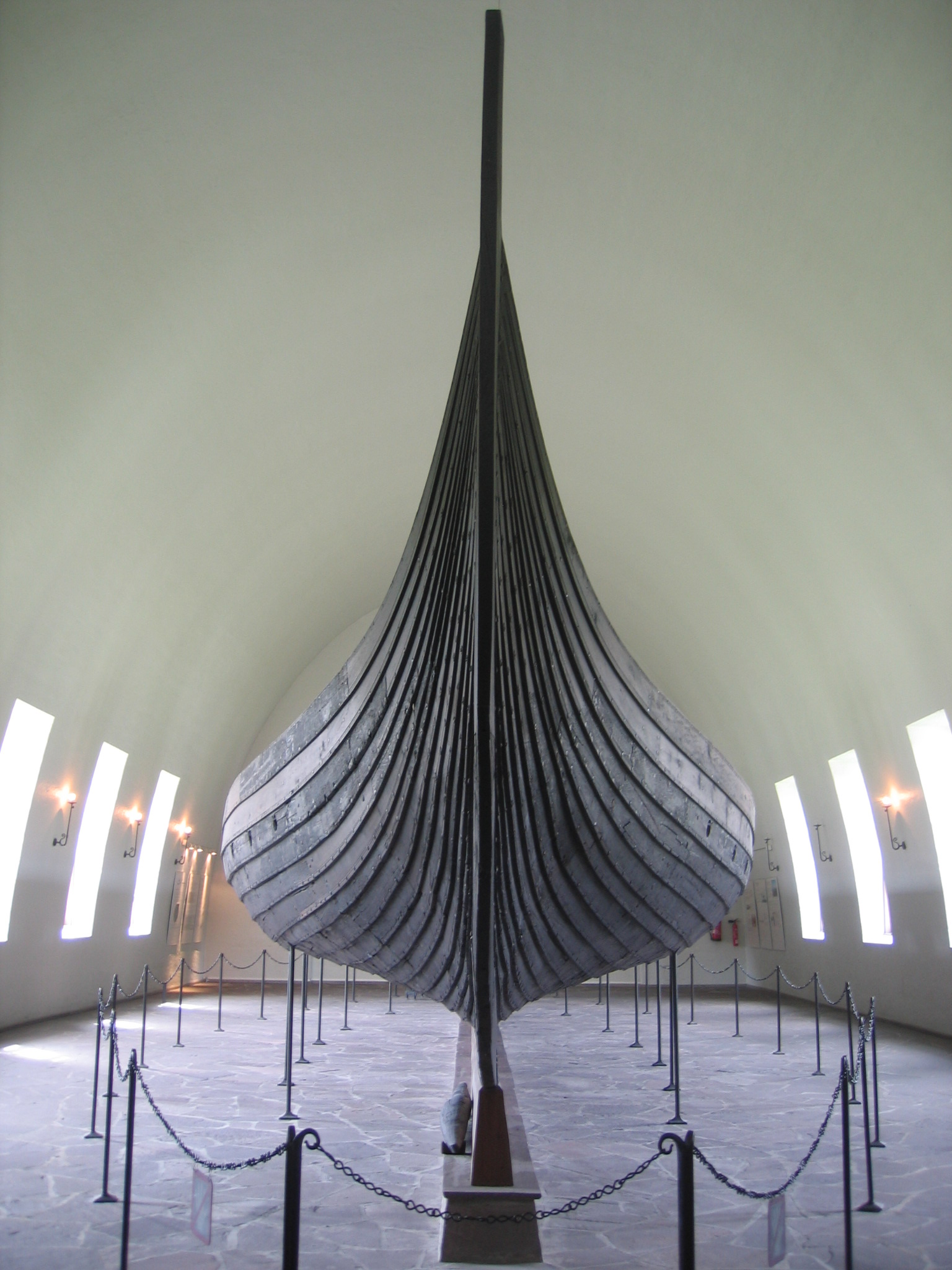
Gokstadsskeppet i Vikingskipmuseet i Oslo

Vikingatidens skepp är fartyg från vikingatiden. De har blivit kända genom fyra olika källor. Arkeologiska fynd ger en mycket närgången bild av detaljer i olika skeppskonstruktioner och skeppstyper. Samtida bilder ger viktig information om kanske främst segelkonstruktioner. De skrivna källorna ger uppgifter om olika skeppstyper, storlekar, hur de användes, bemålningar etc. Rekonstruktioner av fynd ger en god uppfattning om bland annat de olika skeppstypernas sjöegenskaper.

## Konstruktion

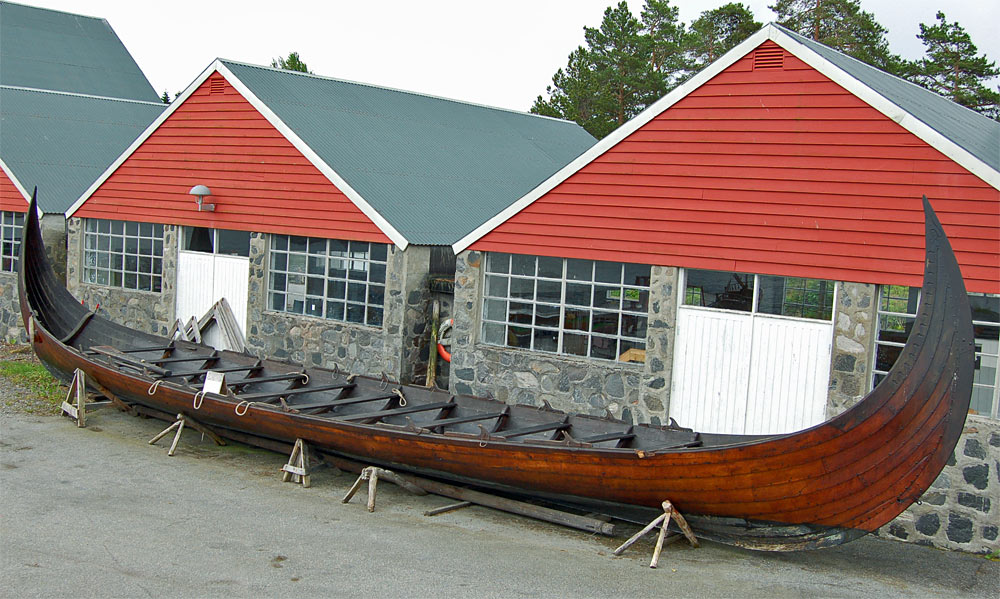
Replik av skeppet från Kvalsund, Norge.

Vikingaskeppen var byggda med en teknik som kallas klink, vilket ger ett lättare och mindre styvt skrov än kravellbygge. Borden var tillyxade, inte sågade, och man hade lämnat klampar för sammanfogningen.

## Arkeologiska fynd
Mer eller mindre välbevarade fynd av dåtidens skepp är numera relativt omfattande. Bland de bäst bevarade när de framgrävdes kan nämnas de unika skeppen från de norska gravhögarna i Oseberg, Gokstad och Tune, Rostad och Valle. Äskekärrskeppet är ett förhållandevis välbevarat nordiskt vikingatida skepp av typen knarr, funnet i Ale kommun strax utanför Göteborg. Fyndområdet har visat sig vara ett skeppsvarvsområde, i motsats till flertalet övriga nordiska fynd gjorda i samband med gravar. Till skillnad mot vikingatida båtar, är Äskekärrskeppet hittills det enda svenska fyndet av ett vikingatida skepp, dessutom på historiskt sett svensk mark. Ladbyskibet i Danmark räknas, trots sämre bevaringsförhållanden, till kategorin praktfulla gravskepp. 
Fynden från Roskildefjorden i Danmark på 1960-talet innebar ett viktigt steg för marinarkeologin i samband med att man då lyfte upp de fem skepp som påträffats. Ett av dem visade sig vara ett långskepp från Dublin.
De fem vraken har fått namn efter fyndplatsen Skuldelev och är utställda på Vikingeskibsmuseet, Roskilde. De är:
- Skuldelev 1 - ett större, havsgående lastskepp, med en besättning om 6-8 man.
- Skuldelev 2 - ett havsgående krigsfartyg - ett långskepp, med en besättning om 70-80 krigare.
- Skuldelev 3 - ett mindre frakt- och passagerarskepp, med en besättning om 5-6 man. En replik av denna båt har fått namnet Sif Ege.[2]
- Skuldelev 5 - ett mindre krigsfartyg, med en besättning om omkring 30 krigare.
- Skuldelev 6 - en kombinerad rodd- och segelbåt, troligen byggd för fiske och jakt.

Det fynd som först fick namnet Skuldelev 4, visade sig senare vara en del av Skuldelev 2. 
Vid grävningar för en kanal invid Vikingeskibsmuseet i Roskilde fann man 1997–1997 rester av nio skepp från vikingatiden och medeltiden. Ett av dessa, känt som 
"Roskilde 6" är det största vikingaskepp som någonsin hittats. Det var ungefär 37 meter långt, med andra ord lika långt som Olav Tryggvasons legendariska Ormen Långe.  Men många skepp som inte är lika kända har faktiskt hittats, allra mest i Norge. Hasnæs-skeppet är ett av dem, vilket hittades på en halvö vid namn Hasnæs. Möjligen hittades även rester av ett annat skepp på samma strand. 
Kvalsundskeppet är ett skepp med varken segel eller mast som istället roddes med mängder av åror, och som hittades i en myr vid Kvalsund i Norge. Skeppet är arton meter långt och cirka tre meter brett, det är gjord av ek och furu och förhållandevis väl bevarat. Klåstadskeppet hittades år 1893 och är antagligen ett förlist fartyg som sjunkit och inte begravts tillsammans med en människa. Det är liksom alla vikingaskepp klinkbyggt och årfästen visar att det drivits fram med åror. Skeppet är ganska litet och har en köl på enbart sexton meter. 
Ett känt skepp är Tuneskeppet från ett gravfynd vid Haugen gård i Rolvsøy, som då tillhörde kommunen Tune och i dag är en stadsdel i Fredrikstad, i Østfold. I Rolvsøy har man hittat tre vikingskepp; Rostadskeppet år 1751, Tuneskeppet år 1867 och Vallebåt år 1894. Tuneskeppet var byggt av ek men hade styråra och tvärstag av furu, det var tjugo meter långt och alltså något kortare än Gokstadsskeppet.

## Samtida bilder

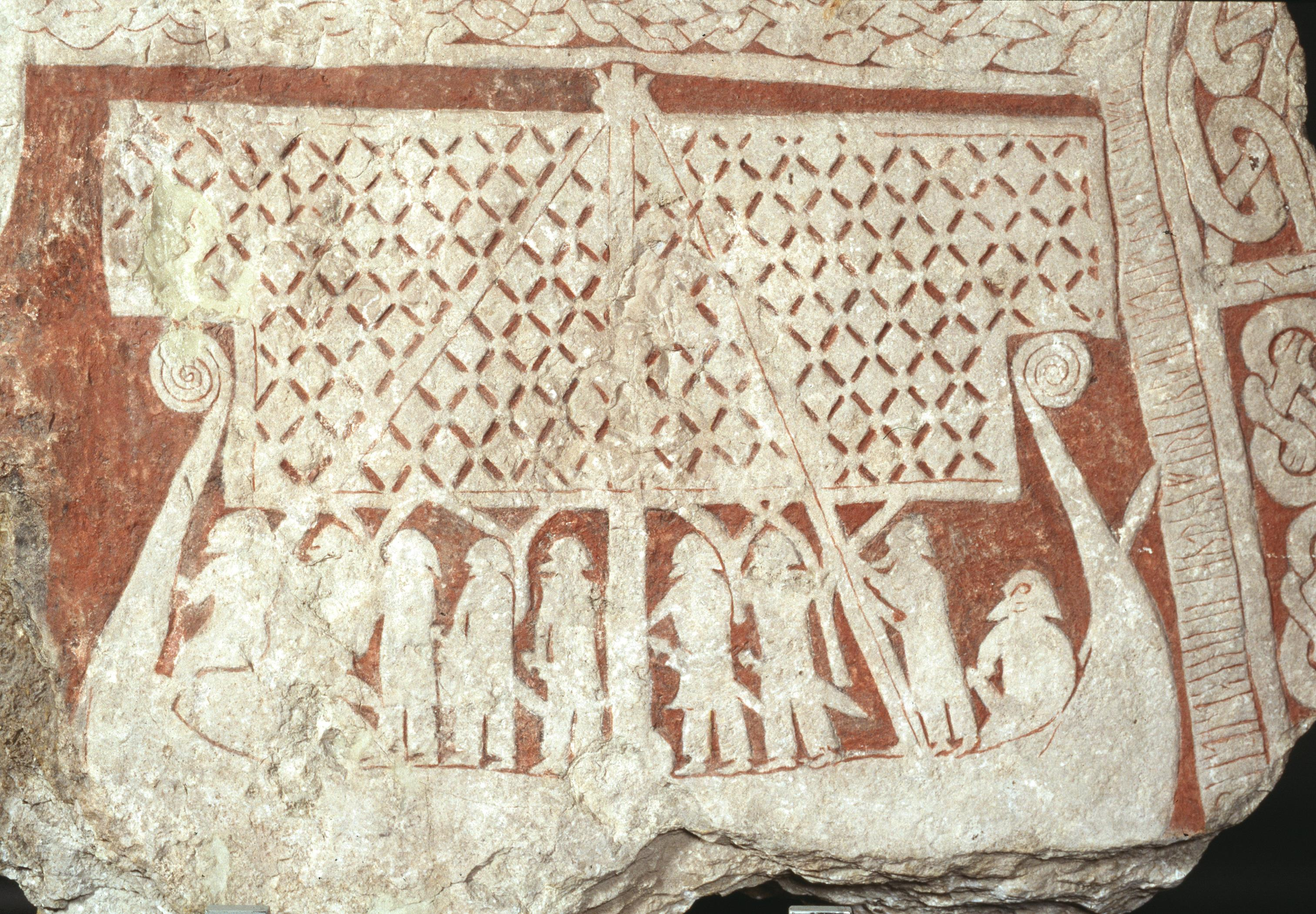
Bildsten med skepp, Tjängvide, Gotland.

Det främsta bildmaterialet när det gäller vikingatidens skepp utgörs av de så kallade bildstenarna från Gotland från 600–700-talen. Dessa visar nästan uteslutande skepp under segel. Då bilderna är mycket detaljrika ger de oss en unik möjlighet att rekonstruera och förstå den dåtida segeltekniken. Märkligt nog finns ytterst få skeppsbilder på vikingatidens runstenar. I Danmark är dessa 4 % av det totala runstensmaterialet, i Norge 2 % och i Sverige endast 0,7 %. Av dessa är de danska och några från Östergötland inte att räkna som nordiska skepp.

## De skrivna källorna
Genom dåtida nedteckningar möter vi mängder av berättelser om vikingatidens skepp. Det är det omfattande isländska skriftmaterialet som ger informationen. Snorre Sturlasson beskriver till exempel kung Olav Tryggvasons väldiga skepp Ormen Långe. 
I Egil Skallagrimssons saga återges samtliga av de skeppstyper som vi förknippar med vikingatiden. Dessa uppräknas nedan:
Långskepp är ofta förekommande i sagan vilket beror på att Egil och hans kamrater var kampglada vikingar som ofta företog sjötåg. När till exempel islänningen Arinbjörn beslutade sig för att fara i viking, rustade han tre stora långskepp som kunde bära trehundra man. En annan viking, Torolv, lät sjösätta ett stort långskepp. Han bemannade det med mer än hundra man, allesammans präktiga och välbeväpnade folk. Själv hade Egil ett långskepp som kunde rymma hundra man eller mer.
Det fanns emellertid även mindre långskepp. Torolv, som omtalats ovan, ägde också ett långskepp på endast sextio man. På detta satt ett drakhuvud och han utstyrde det på det präktigaste sätt. 
En snäcka var ofta en benämning på ett dåtida krigsskepp, uppenbart gjorde man skillnad på denna typ och ett långskepp. När Torolv och Eyvind lambe skulle besöka kung Harald använde de sig av ett sådant skepp: ”De kom dit med en tjugobänkad, väl bemannad snecka, som de förut haft i viking.” Uppgifter som denna tyder på att snäckorna varit mindre än långskeppen. 
Vikingatidens skepp förknippas ofta med dåtidens krigsskepp. Av alla de tiotusentals vikingaskepp som seglat i nordiska vatten har dock endast ett fåtal varit krigsskepp. Övriga skepp har färdats långsamt, legat djupt och varit packade med handelsvaror.
Karven är en sådan ”fredlig” skeppstyp. En karve hade, trots att det varit ett mindre skepp, uppenbart medfört en hög status för sin ägare. I Egil Skallagrimssons saga framgår det att karvarna varit målade på utsidan: 
”De hade en karve, som roddes av tolv eller tretton man vid var reling och de hade nära trettio man med sig. Detta skepp hade de vunnit under sommarens vikingafärd. Det var målat ovan vattnet och mycket vackert. När de kom till Tore, blev de väl mottagna och stannade där en tid. Karven låg tältad vid stranden framför gården.” 
Både skeppstypens begränsade storlek och dess höga status framgår när sagan senare berättar om Rognvald kungasons skepp. Han hade ”en sexårad karve, målad helt och hållet ovan vattnet. I denna hade han med sig tio eller tolv man, som alltid följde honom.”
Direkta handelsskepp fanns i tre olika former: ”lastbåt”, ”skuta” och ”knarr”. En av sagans lastbåtar hade en besättning på tjugo man. En omtalad skuta var bemannad med upp till trettio man och var dessutom mycket snabbrodd. Knarren var vikingatidens största lastskepp. Skeppet var djupgående med höga skrovsidor och var därför väl lämpat för seglatser på Nordsjön och på Atlanten. Tack vare knarrarna kunde nordborna befolka Atlantöarna, inte minst då man på skeppen kunde föra över levande boskap. När Egil Skallagrimsson och hans kamrat Kvällsulv en gång skulle segla iväg ”utrustades två stora knarrar för färden. På vardera hade de trettio vapenföra män och därtill kvinnor och barn.”

## Rekonstruktioner av fynd
Genom kopior/rekonstruktioner av skeppsfynd har man kunnat återskapa originalskeppen på en tämligen säker grund. En sådan kopia ger oss en unik möjlighet att rätt försöka förstå dess skepps sjövärdighet och seglingsegenskaper men också hur livet ombord kan ha tett sig. I de långsmala krigsskeppen har det funnits minimal plats för utrustning medan de lastdryga knarrarna har varit betydligt mera funktionsdugliga för till exempel landnamnsfolk, det vill säga bosättare. 
I österled talas om att man dragit eller forslat skeppen över land kortare sträckor mellan olika ryska floder. Detta måste ha inneburit att de här använda skeppstyperna har varit av mer beskedlig storlek. Vid färden med den rekonstruerade Krampmacken från Gotland till Svarta Havet 1985-1987 visade det sig dock att det var betydligt enklare att dra/hala båten på land än man föreställt sig. 
Genom färder med dessa kopior har man fått en god kännedom om den hastighet som skeppen färdades med. Vikingatidens handelsskepp har kunnat hålla en genomsnittshastighet på 6–8 knop, beroende på skeppstyp och last. Ett krigsskepp har dessutom kunnat utnyttja roddarna och på detta sätt vunnit fördelar i snabbhet. Ett unikt dokument finns bevarat som berättar om ett handelsskepps hastighet. I handelsmannen Ottars bevarade resebeskrivning från cirka 870 nämns att han behövde fem dygn att segla från Oslofjorden i Norge till Hedeby, nuvarande Slesvig. Berättelsen återger sjörutten utmed svenska Västkusten och ner genom danska Bälten. Med sexton timmars dagssegling innebär detta en hastighet på fem knop eller en genomsnittlig distans på 75–80 sjömil per dag.

## Bildgalleri

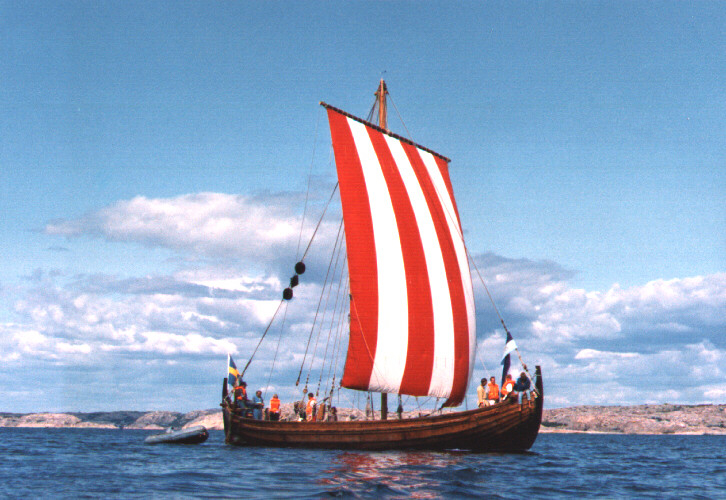
Vidfamne, tolkningskopia på Äskekärrsskeppet
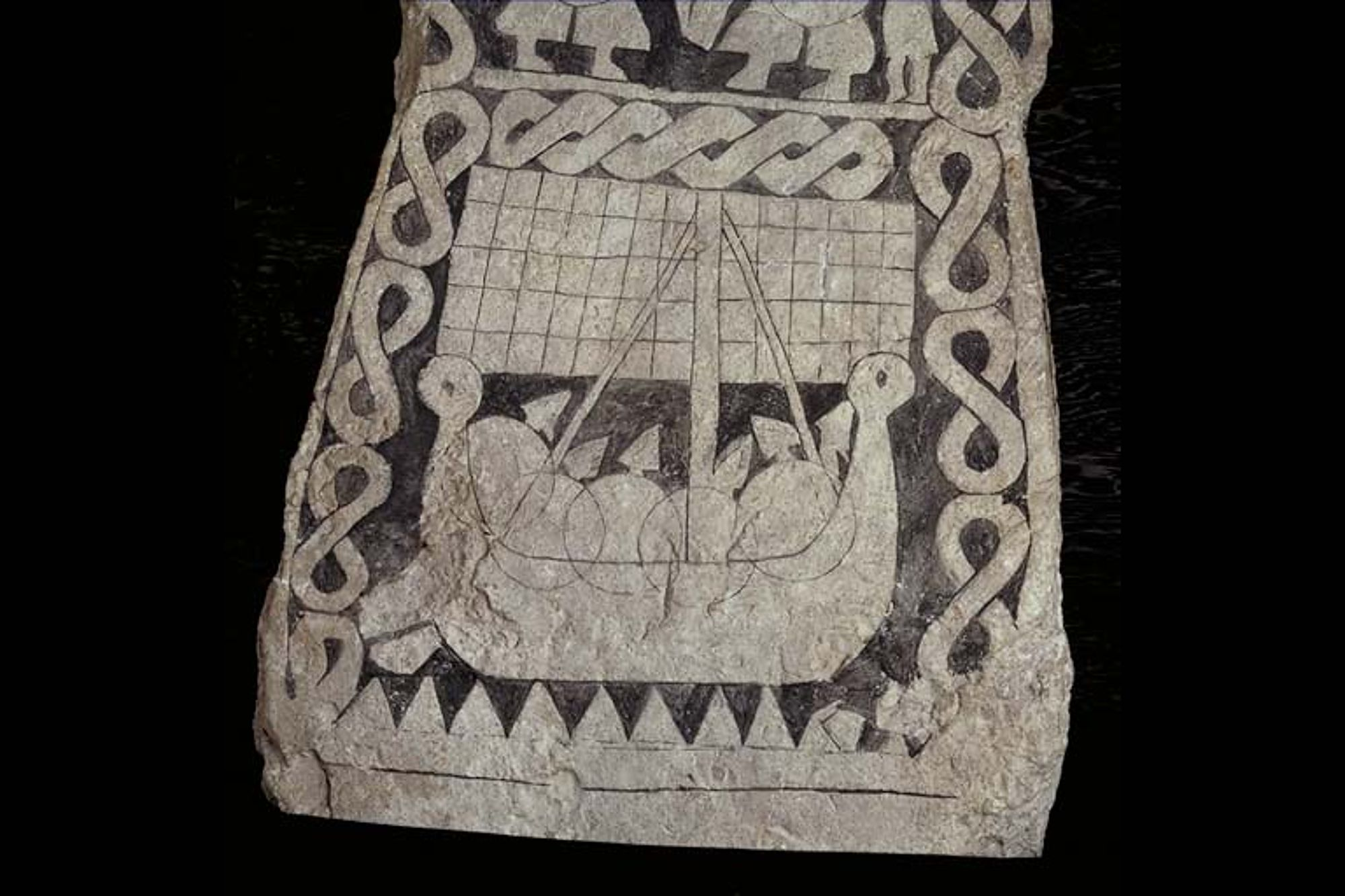
Bildsten med skepp, Smiss, Gotland.
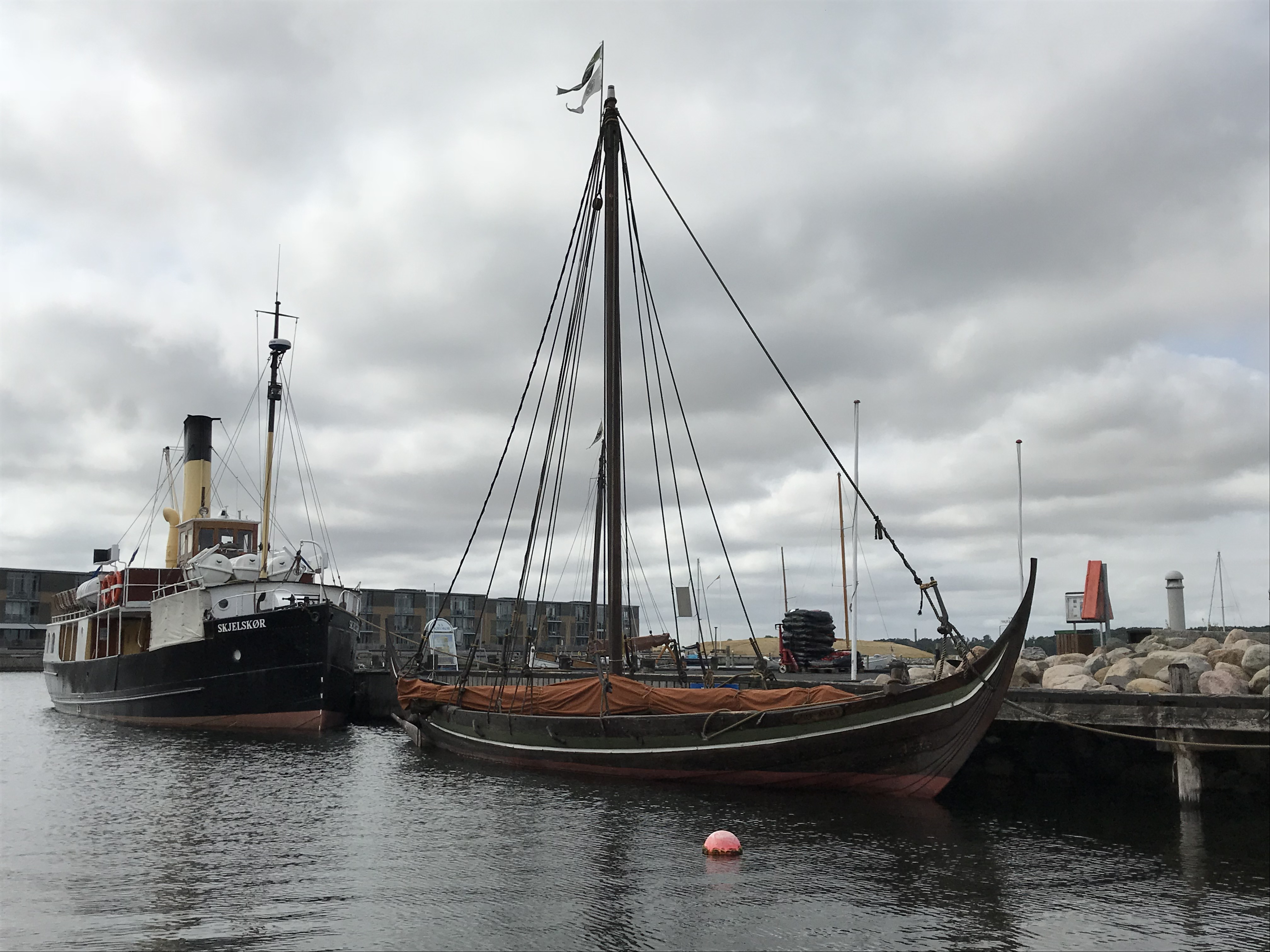
En replik av vikingaskeppet Sif Ege i Frederikssunds hamn i Danmark, framför S/S Skjelskør.
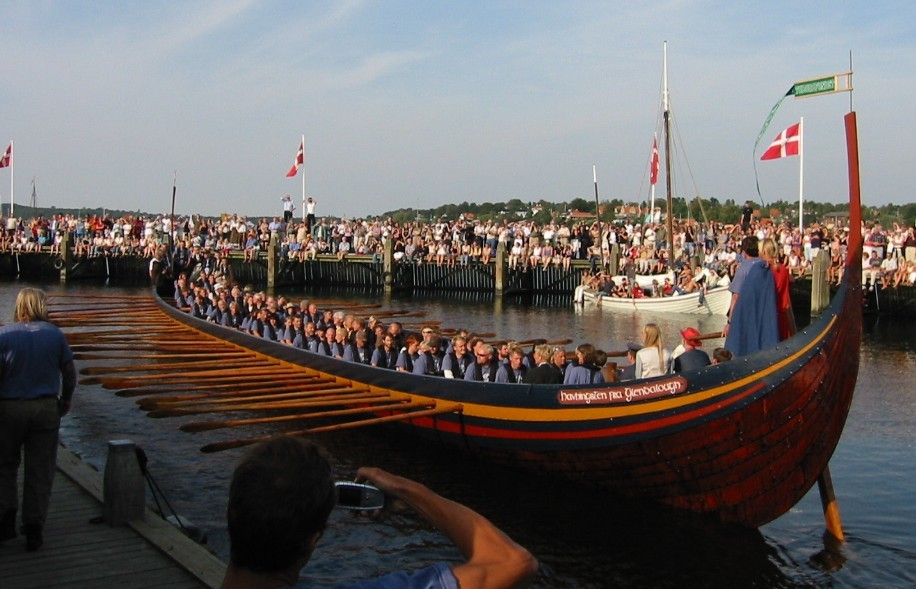
Havhingsten fra Glendalough är en nutida rekonstruktion av ett långskepp, här utan mast.
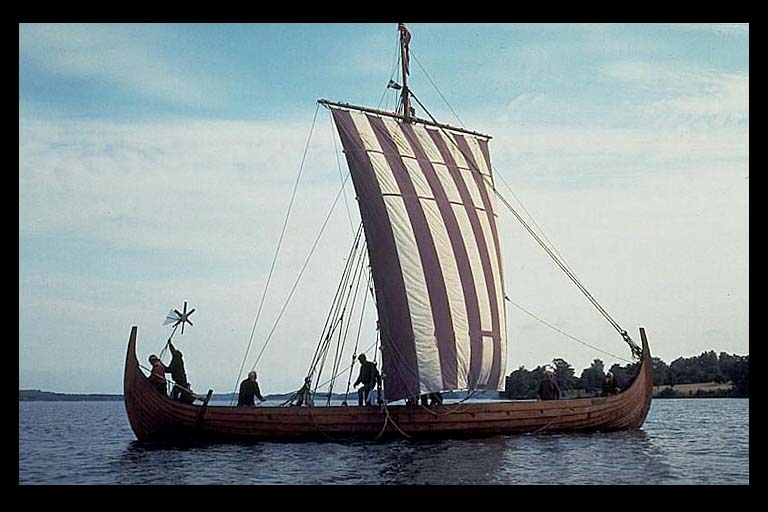
En replik av ett vikingaskepp som seglar vid Birka 1991.
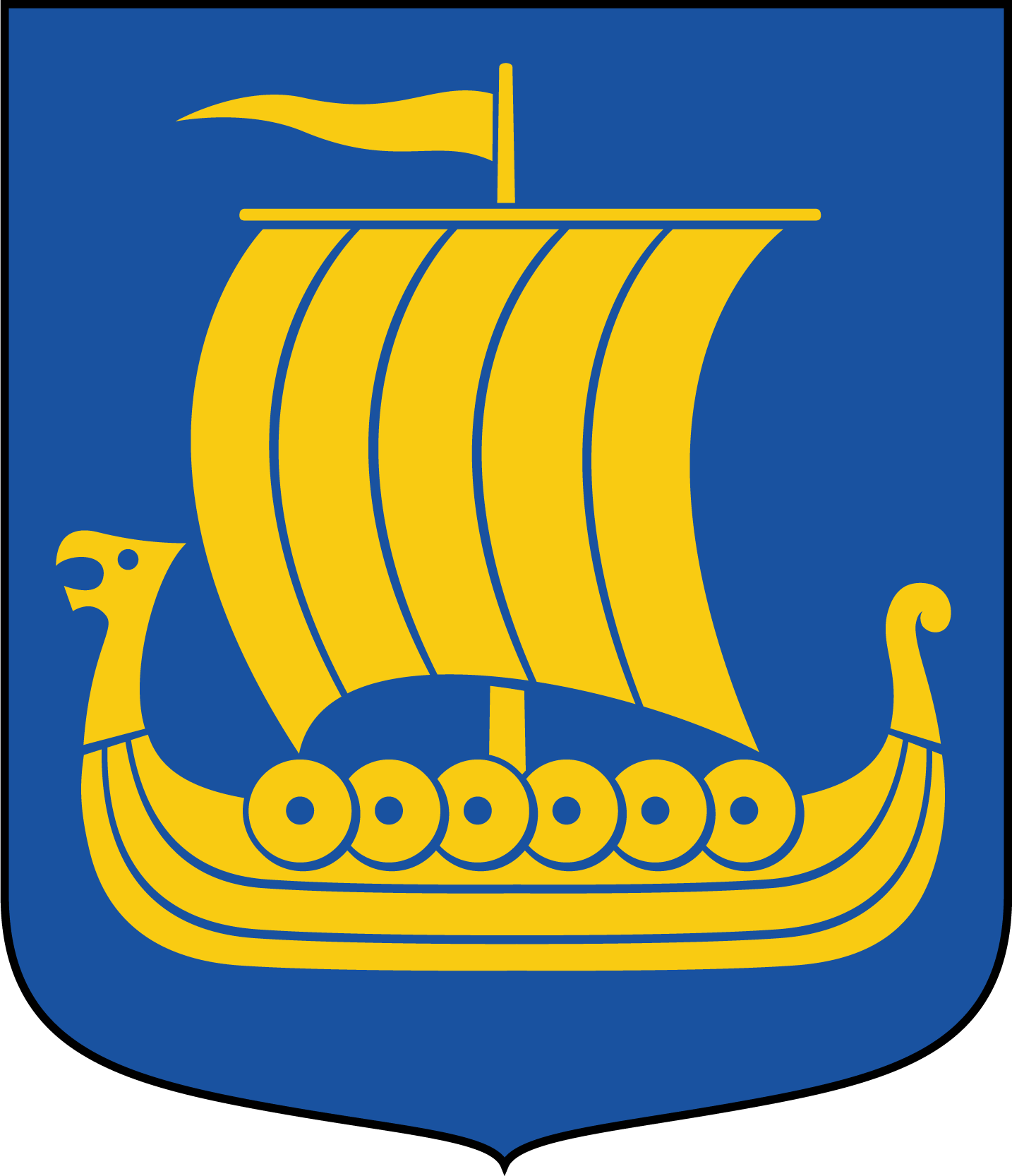
Lidingö kommunvapen visar ett vikingaskepp.